# Zelotes bambari
Zelotes bambari är en spindelart som beskrevs av FitzPatrick 2007. Zelotes bambari ingår i släktet Zelotes och familjen plattbuksspindlar. Inga underarter finns listade i Catalogue of Life.